# Orosí
Para otras acepciones del término Orosí, vea Orosí (desambiguación)
Orosí fue un rey indígena de Costa Rica, cuyos dominios se encontraban en 1523 en las vecindades del volcán Orosí, cerca de la actual frontera entre Costa Rica y Nicaragua, cuando el conquistador Gil González Dávila recorrió esa región. Orosí y sus súbditos hablaban la lengua mangue o chorotega y pertenecían al área cultural de Mesoamérica, al igual que la mayoría de los pueblos de las vecindades. En el itinerario y cuentas de la expedición de González Dávila, redactado por el tesorero Andrés de Cereceda, se dice lacónicamente que "El cacique (sic) Orosi está 5 leguas la tierra adentro: tornáronse cristianos 134 ánimas, dio 198 pesos, 4 tomines de oro".
De acuerdo con este documento, el rey Orosí residía a unos 27.5 kilómetros de la costa del océano Pacífico, y su comunidad debió ser bien pequeña, ya que en ella solo se bautizaron 134 indígenas y se recogieron poco más de 198 pesos de oro, mientras que el mismo recorrido de González Dávila, en los dominios del rey Nicoya se habían bautizado 6063 personas y se habían recogido 13442 pesos de oro.
El cronista Gonzalo Fernández de Oviedo y Valdés, que visitó la región en 1529, consignó que "Los indios de Nicoya y de Orosí son de la lengua de los Chorotegas, e traen horadados los bezos bajos, e puesto sendos huesos blancos del tamaño de medio real o más, como hacen los indios en la Nueva España. Son flecheros e valientes hombres, e llámanse cristianos desde que Gil González anduvo por allí; pero yo creo que hay pocos de ellos que lo sean. Son idólatras y tienen muchos ídolos de barro e de palo en unas casillas pequeñas e bajas que les hacen dentro del pueblo, allende de sus casa principales de oración, que llaman teyopa en lengua de Chorotegas... "
No se tienen más noticias del rey Orosí, cuyo nombre sin embargo subsiste hasta la fecha en el volcán homónimo. No deben confundirse los nombres del rey y del volcán con el nombre del pueblo de Orosi, en el Valle Central de Costa Rica.
- Datos: Q16614273